# Abditibacteriota
Phylum
Synonymes
- « Abditibacteriota » Tahon et al. 2018

Les Abditibacteriota sont un phylum monotypique du règne des Pseudomonadati au sein du domaine Bacteria. Son nom provient de Abditibacterium qui est le genre type de ce phylum.
Selon la LPSN (12 avril 2025) ce phylum ne comporte qu'une seule classe, les Abditibacteriia corrig. Tahon et al. 2018.

## Historique
Ce phylum est proposé en 2018 par G. Tahon pour contenir le premier membre cultivé, la bactérie Abditibacterium utsteinense, du phylum candidat FBP. En 2023, à la suite de la publication valide du phylum dans l'IJSEM, son nom est effectivement accepté.

## Taxonomie
Proposé en 2018, le nom de ce phylum a été considéré comme publié de manière non valide d'où les guillemets autour de son nom initialement. Au regard du code de nomenclature bactérienne (le nom du phylum devant être dérivé de celui de son genre type, en l'occurrence Abditibacterium, par adjonction du suffixe -ota conformément à une décision de l'ICSP en 2021), son nom a donc été considéré comme le nom préféré et non pas comme le nom correct. Depuis le nom a été complètement validé en rattachant son étymologie au genre type Abditibacterium .
Le genre type est Abditibacterium Tahon et al. 2018.

### Étymologie
L'étymologie initiale du nom de ce phylum lorsqu'il n'était que candidatus était la suivante : Ab.di.ti.bac.te.ri.o’ta. N.L. neut. pl. n. Abditibacteria, classe type de ce phylum; N.L. neut. pl. n. Abditibacteriota, le phylum de la classe Abditibacteria. Selon la publication originale, l'étymologie provenait du nom de son ordre type Abditibacteriales : Ab.di.ti.bac.te.ri.o’ta. N. L. fem. pl. n. Abditibacteriales, ordre type du phylum; N. L. neut. pl. n. Abditibacteriota, le phylum de l'ordre Abditibacteriales.
Depuis, l'étymologie a été rectifiée bien que ne changeant pas le nom : Ab.di.ti.bac.te.ri.o’ta. N.L. neut. n. Abditibacterium, genre type du phylum; L. neut. pl. n. suff. -ota, suffixe définissant un phylum; N.L. neut. pl. n. Abditibacteriota, phylum du genre Abditibacterium.